# ديناصور في كومة قش
ديناصور في كومة قش (بالإنجليزية: Dinosaur in a Haystack) هو كتاب نُشِر عام 1995 هو المجلّد السابع من مجموعة مقالات ستيفن جاي غولد عالم الأحياء القديمة في جامعة هارفارد.
يحوي المجلد 34 مقالة اقتطفت من العمود الشهري «منظور الحياة» (The View of Life) في دورية التاريخ الطبيعي (Natural History)، والذي ساهم غولد في كتابته على مدى 27 عامًا. يتناول المجلّد مواضيع مألوفة لكتابات غولد: كالتطور وسِيَر العلم والاحتمالات وغرائب الطبيعة.
يقول إيان تاترسون أحد كتاب دورية التاريخ الطبيعي: «إنّ ستيفن جاي غولد غنيّ عن التعريف بالنسبة لقرّاء دورية التاريخ الطبيعي. ومن خلال عموده منظور الحياة الذي كان ركيزةً للدورية، بدأ في يناير 1974 بأولى مقالاته تحت عنوان «حجم وشكل» وانتهاءً بمقاله الأخير تحت عنوان «لقد هبطت» في ديسمبر 2000/يناير 2001
تحلّل مقالته «أكبر نجاح لبو» (والتي أُدرجَت في المجلّد) مقرّرَ علم الأصداف الدراسي المثير للجدل المسمّى «الكتاب الأول لعالم الأصداف» عام 1839، الذي نُسب للكاتب إدغار آلان بو. يقال أن بو قد كتب مقدمة الكتاب فقط، وأعار اسمه ليوضع على الصفحة الأولى في الكتاب الذي نشر في فيلادلفيا بدار هاسويل وبارينغتون وهاسويل (Haswell, Barrington, and Haswell). اتبّع هذا الإجراء الغريب لتجنّب مشاكل حقوق النشر مع النسخة الأصلية المفصلة لكاتبها توماس وايت (محاضر إنكليزي وكاتب) المسماة «دليل علم الأصداف» والتي نشرت من قبل دار هاربر وأخوانه للنشر (Harper & Brothers)، فيما بيعت نسخ مجلد بو بشكل كامل خلال شهرين، وكان كتابَه الوحيد الذي أعيد نشره خلال فترة حياته.

## الاستقبال
بينما يتناول مقال «دينومانيا» مراجعةَ لكل من رواية مايكل كريكتون والفيلم ذو الإقبال الشديد «جيراسيك بارك» (الحديقة الجوراسية) من إخراج ستيفن سبيلبرغ، إذ ينتقد غولد فيه الكتاب والفيلم من منظوره كعالم مختصّ بالإضافة إلى معجب منذ الصغر بأفلام الديناصورات.